# Träger (Statik)

Balken (Träger) auf 2 Stützen

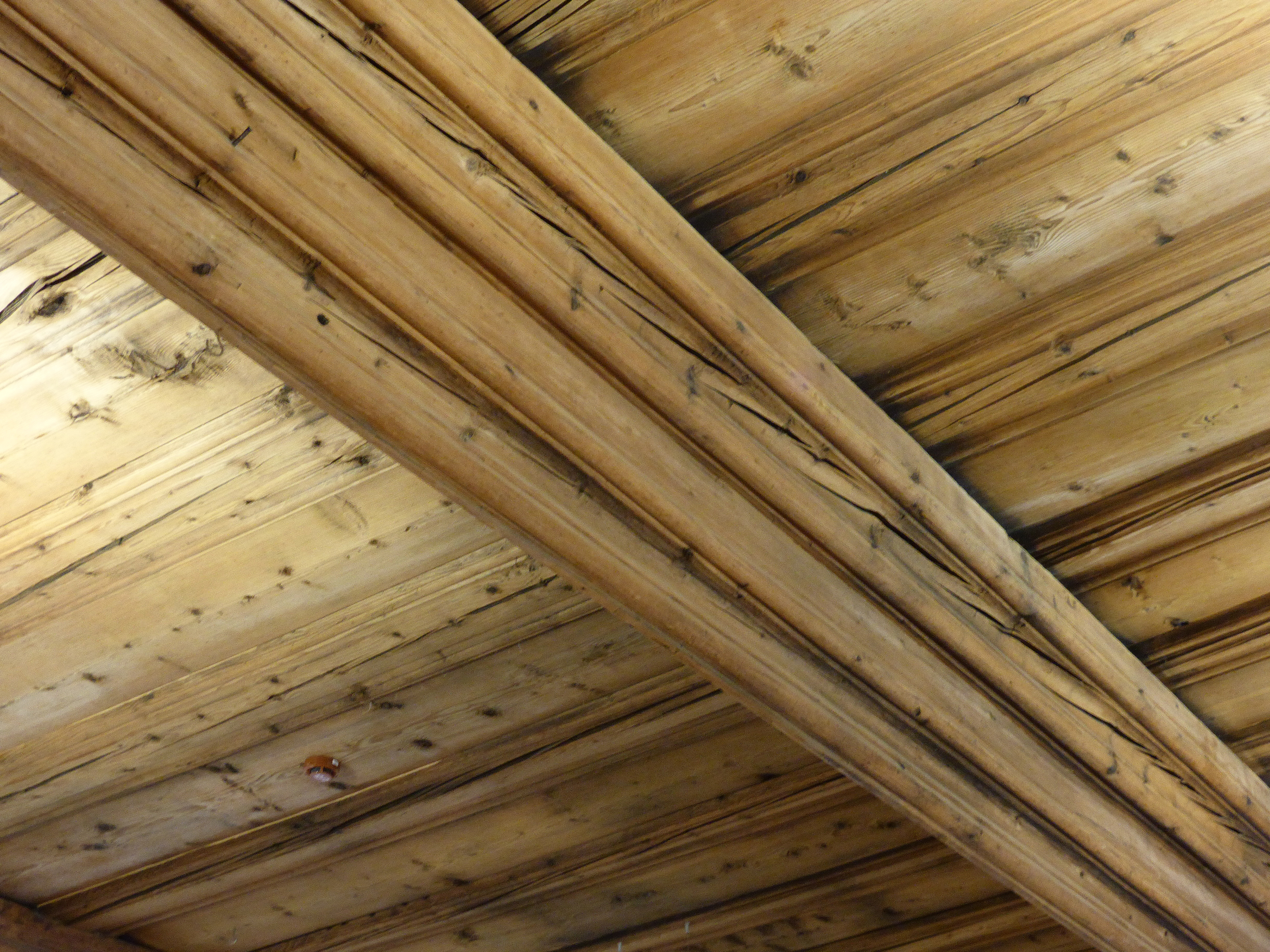
Holzdecke mit profiliertem Tragbalken aus Tannenholz im Schloss Wolkenstein

Ein Träger ist im Bauwesen ein meist horizontal verlaufender, im Verhältnis zu seiner Länge schmaler und schlanker Balken, der die aufliegenden Lasten an Wände oder senkrechte Stützen ableitet. Anders als ein Bogen wird ein Träger vorwiegend auf Biegung belastet. Gefordert sind Werkstoffe mit hohen Zugfestigkeiten wie Holz, Metall, Stahlbeton oder Spannbeton. Aufgrund ihrer geringen Zugfestigkeiten sind Stein und unbewehrter Beton nicht geeignet.
Träger, die Wandöffnungen überspannen, nennt man Stürze.
Weitgespannte Träger, die als Grundelemente des Tragwerks etwa zwei Wandscheiben miteinander verbinden, werden auch als Binder bezeichnet (siehe auch Dachbinder).
In der Baustatik wird das Verhalten der Träger im Fachgebiet der Balkentheorie behandelt.

## Beispiele
Die dorischen, ionischen und korinthischen Säulen der antiken griechischen Tempel stehen sehr dicht, da die darüberliegenden Steinbalken keine großen Spannweiten zulassen; so überspannen beim Parthenon in Athen die mächtigen Marmorträger lediglich eine Länge von 4 Metern. Das Dach selbst bestand aus Holz.

## Brückenträger
Spezielle Träger für Brücken, meist nach ihrem Erfinder oder ihrer Form benannt:
- Fischbauchträger
- Linsenträger
- Pauliträger nach Friedrich August von Pauli
- Lohseträger nach Hermann Lohse
- der Nielsen-Lohse-Träger ist dagegen die in Japan übliche Bezeichnung für eine Netzwerkbogenbrücke, die aber weder etwas mit Hermann Lohse noch mit Octavius F. Nielsen zu tun hat.[1]
- Howeträger nach William Howe
- Polonceauträger[2] nach Camille Polonceau
- Schwedlerträger nach Johann Wilhelm Schwedler
- Halbparabelträger
- Vierendeelträger
- Gerberträger
- Langerscher Balken

## Weitere Träger
- Vollwandträger versus Hohlkastenträger
- Unterzug
- Fachwerkträger
- Sparren
- Sparrenpfette
- Pfette
- Stahlprofil (Doppel-T-Träger, Breitflanschträger, …)
- Blechträger
- Wandartiger Träger